# (466685) 2014 WG272
(466685) 2014 WG272 es un asteroide perteneciente al cinturón de asteroides, descubierto el 25 de octubre de 2005 por el equipo Spacewatch desde el Observatorio Nacional de Kitt Peak (Arizona, Estados Unidos).